# Смирнов, Алексей Глебович
Алексе́й Гле́бович Смирно́в фон Ра́ух (23 июля 1937— 30 октября 2009) — советский и российский живописец, иконописец, теоретик искусства, поэт и публицист поколения нонконформистов-шестидесятников, основоположник магического символизма. Участник литературного объединения СМОГ. Представитель Второго русского авангарда.

## Биография
Родился 23 июля 1937 года в Москве. Отец — профессор графики Глеб Борисович Смирнов. Два старших поколения семьи по линии отца принадлежали к непоминающей ветви катакомбной церкви. Мать — художница Любовь Фёдоровна Смирнова, сестра генерала Фёдора Абрамова. Дед — Борис Васильевич Смирнов.
В 1950—1956 годы учился в средней художественной школе при Академии художеств.
С 1957 по 1962 год изучал графику в Московском Художественном Институте им. Сурикова в мастерской профессора Евгения Кибрика. В начале 60-х годов художник Владимир Ковенацкий познакомил Смирнова с Юрием Мамлеевым, после чего тот присоединился к Южинскому кружку. Позже покинул «южинцев», прервав с ними связь по неизвестным причинам. Поддерживал тесные отношения с заведующим кафедрой, художником и педагогом, Александром Соловьёвым, написал о нём воспоминания под названием «Заговор недорезанных». Своей настоящей школой Смирнов считал русскую иконопись.
В середине 1970-х годов оставил изобразительное искусство и сосредоточился на литературной деятельности: создал несколько драм, роман, циклы стихов и др. В СССР его литературные опыты не печатали. С 1990-х годов его произведения и публицистика публикуется в России, Израиле, Франции.
Похоронен на Бабушкинском кладбище в Москве.

### Периоды творчества
- Неоимпрессионизм и сезанизм (1954—1956).
- Эксперименты в области экспрессионизма и абстрактных композиций (1956—1959).
- Мистический символизм. Работы маслом. («Византийский грош») (1959—1963).
- Цикл работ символистской графики. Занятие линогравюрой. Поэзия, драмы. (1963—1967).
- Период скифских знаков и космической поэзии. Пять манифестов магического символизма. Выставлялся в СССР и за рубежом. (1967—1970).
- Восстановление и роспись православных храмов России (города Печоры, Беднодемьяновск, Иваново, Тамбов, Пенза, Чебоксары, Слободской, Новосибирск…) (1960—1990)
- Пожар в мастерской, приобретённой А. Смирновым у вдовы Юло Соостера. Гибель значительной части работ художника. (1975)
- Литературные публикации в России, Франции, Израиле. (1990-е гг.)

## Магический символизм
«Магический символизм или, точнее, мистицизм магических символов — это единственная сознательная духовная реальность. Все современные тенденции европейского искусства от футуризма до кубизма, от фовизма, натурализма, сюрреализма до конкретного и объективного искусства быстро сменились или даже истощились в последние десятилетия. Только лишь магический символизм может удовлетворить русскую душу. Мы прямые наследники Греции, Византийского и крымско-скифского искусства. Наши мифы ещё реальны и не покрылись коркой современной цивилизации. В нашем видении мира мы все — скифы. Как все скифы иногда украшали колчан или щит магическими знаками, так же мы „татуируем“ себя знаками нашей магии. Речь идет о психофизическом действии, которое не имеет связи с чистой гибкой мыслью. … Посредством магического символизма мы ищем не „нового“, а возвращаемся в нерациональную славянскую магию знака…
Эпигоны западных тенденций (Эрнст Неизвестный и его группа) представляют собой жалкие круги, расширяющиеся на русской равнине после падения инородного тела. Но и их чужие формы пронизаны крымско-скифскими и византийскими символами.
Магия символов всемогуща. Даже Пушкин был символистом, но самым великим и последним был А. Блок. В характере русского народа возносить любую русскую конкретность на уровень символов. Мы все являемся магами, которые укладывают символы нашей смерти».
«Какой-нибудь московский наблюдатель нового авангарда мог бы спросить „Что такого особого в магическом символизме?“ Между тем, наименование было определено А. Смирновым, основоположником этого течения, различные связи которого он проиллюстрировал в своих размышлениях; его мнения основываются как на произведениях своих товарищей Кука, Полевого и учеников Семенова, Палкина и других, а также, частично, на произведениях близких еврейских художников Гробмана и Стайн. Многие показатели символизма мы находим и вне круга Смирнова, в работах многих одиночек, к которым относятся гениальный Д. Плавинский и чистые Харитонов и Калинин, если не говорить о художниках из Лианозово. Но стоит быть осторожными и не слишком расширять границы этого течения. Обязанная действовать только посредством косвенных полемик, большая часть неофициального в России фигуративного искусства является тенденциозной, и, будучи самой собой, подражая или нет, неся различные содержания, сильно ставит на символическую функцию.
Магический символизм, однако, со своим постоянным напряжением между традиционным и актуальным миром, 1) основывает своё запрограммированное заявление на системе традиционных архетипов, как византийско-восточных, так и еврейско-вавилонских; 2) произведение представляется посредством микрорисунков ориентального характера, которые вносят некоторую долю в общий объём универсальных законов; 3) выдуманный символ испускает „лучи“ абсолюта, и это сообщение переводится на язык этики и религии».

## Выставки
- 1959 Выставка молодых художников в Москве
- 1961 Выставка молодых художников в Москве
- 1966 «СМОГИСТЫ» — участвовал в вечере поэтов «Смогисты» в Москве.
- 1966 Выставка 16 художников из Москвы. XIX фестиваль изобразительного искусства, Сопот-Познань[7]
- 1968 Персональная выставка в галерее Роуднице и в музее Остров-над-Охри (ЧССР)
- 1969 Выставка «Новая московская школа» галерея «Пананти», Флоренция
- 1969 Выставка «Новая московская школа» галерея «Интериор», Франкфурт и Штутгарт
- 1969 Премия Dibuix Хуана Миро, Барселона
- 1969 Выставка «L’œil écoute», Авиньон
- 1970 Выставка «Новые течения в Москве», городской музей Лугано
- 1970 Персональная выставка «А. Смирнов и русские авангардисты из Москвы», Цюрих, галерея «Fourmiere» (1970-71 Alexey Smirnov and the Russian Avant-garde from Moscow, Kunst Galerie Fourmiere, Villa Egli-Keller, Zurich, Switzerland)
- 1971 Премия Dibuix Хуана Миро, Барселона (отмечен)
- 1972 Персональная выставка вместе с Куком, Штутгарт, галерея «Am Iakobsbrunnen»
- 1973 Персональная выставка «А. Смирнов и символические магические художники из Москвы», Турин, галерея L’Approdo
- 1974 Progressive Stromungen In Moskau «1957-1970», музей Бохума 1974
- 1980 Свободное искусство из Советского Союза. Из коллекции Михаила Гробмана, Художественный музей г. Герцлия, Израиль.[8]
- 1980 Искусство Восточной Европы в XX веке, Гармиш-Партенкирхен[9]
- 1993 Zweite Russische Avantgarde. Die Nonkonformisten. 1953—1983. Uas dem Sammlung Bar‑Gera, Гамбург[10]
- Третьяковская галерея, Москва, 23.07.1996-25.08.1996. Nonkonformisten/ Нонконформисты. Второй русский авангард 1955—1988. Собрание Бар‑Гера[11]
- Государственный Русский музей, Санкт‑Петербург, 03.06.1996-10.07.1996. Nonkonformisten/ Нонконформисты. Второй русский авангард 1955—1988. Собрание Бар‑Гера[11]
- 2000.02.28 «Московский андеграунд» Йиндржиха Халупецкого (из коллекции Йиндржиха Халупецкого), галерея Ztichlá klika, Прага.[12]
- 2016.04.28 «Уголь, кисть, скальпель…», Художественный музей Оломоуца — Музей современного искусства, Оломоуц.[9]
- 2019.05.24 Вечер памяти художника Алексея Смирнова в ГЦСИ[13]
- 2021.09.23 «Стрелы моих мыслей», выставка в Открытом клубе[14]
- 2025.02.19 «Темная оттепель», выставка в Центре Вознесенского.[15]

## Публикации
- Даниил Андреев. Собрание сочинений в трёх томах. Москва. Урания. 1997
- «Даниил Андреев и его окружение» М. Изд-во «Альфа-Композит», 1998
- «Угасшие непоминающие в беге времени». Альманах «Символ», Париж. 1998, № 40, декабрь. С. 160—296.[16][17]
- Алексей Смирнов. Двадцать одна мимолетность о моем искусстве.[18]
- Древнерусская иконопись и новое московское искусство.[19]
- Алексей Смирнов. «В России первичен звук, согласный стихии беспощадного ветра»[20]

## Литературная деятельность
- Стихи (верлибры)
- Цикл стихотворений. «Утренние миражи» 1968 г.
- Цикл стихотворений. «Случайное» 1970 март-апрель
- Цикл стихотворений. «Из записных книжек 1968—1971 гг.»
- Пьесы: «Елки-палки», «Почем сквозняк», «Заговор в Мюнхене» и др.

### Комментарии
1. ↑  Написан в 1976 году, под псевдонимом Алексей Анненков, опубликован в 2024 году.